# Heteropoda merkarensis
Heteropoda merkarensis är en spindelart som beskrevs av Embrik Strand 1907. Heteropoda merkarensis ingår i släktet Heteropoda och familjen jättekrabbspindlar. Inga underarter finns listade i Catalogue of Life.